# جون سمارت
جون سمارت (بالإنجليزية: John Smart)‏ هو فيلسوف أسترالي-بريطاني عاش في الفترة بين 16 أيلول/سبتمبر 1920 - 6 تشرين الأول/أكتوبر 2012.
عرف جون سمارت بتطويره للمفهوم الفلسفي حول نظرية هوية العقل.

## حياته
ولد جون سمارت في كامبريدج، ودرس في جامعة غلاسكو حيث تخرج منها سنة 1946، ثم اختص في مجال الفلسفة في جامعة أوكسفورد.
انتقل إلى أستراليا سنة 1950 للعمل كباحث في جامعة أديليد حتى سنة 1972، ثم انتقل إلى جامعة لا تروب للعمل فيها، ومنها سنة 1976 إلى الجامعة الوطنية الأسترالية Australian National University.

## أعماله
كان لسمارت أيحاثه في مجال الميتافيزيقيا وفلسفة العلوم وفلسفة الدين، بالإضافة إلى فلسفة السياسة.

## اقرأ أيضاً
- نظرية هوية العقل
- يولين بليس